# Monumento ai Caduti di Porta Romana
Il monumento ai Caduti di Porta Romana è una scultura commemorativa nella zona Porta Romana di Milano, al centro dell'incrocio fra via Tiraboschi e via Ludovico Muratori.

## Descrizione
Il monumento ritrae un soldato romano ed un milite della Lega Lombarda, figure storiche che avevano lottato contro i germanici, mentre sorreggono una vittima ferita da bombardamento del 1916, avvenuto durante la prima guerra mondiale. 
Il monumento fu inaugurato il 24 giugno 1923 in ricordo delle vittime del primo bombardamento in assoluto su Milano: le bombe vennero sganciate il 14 febbraio 1916 da aerei austriaci su Porta Romana e Porta Vittoria.
I milanesi furono colti di sorpresa perché la guerra era fino ad allora considerata lontana e mai si era visto prima un bombardamento sulla popolazione.
Il basamento riporta lastre con i nomi dei morti per l'incursione aerea del 14 febbraio 1916 e quelli dei 573 residenti del Sestiere di Porta Romana caduti in guerra.